# Eusthenopteron
Eusthenopteron là một chi cá vây thùy tuyệt chủng mang tính biểu tượng từ các mối quan hệ gần của nó với động vật bốn chân. Miêu tả ban đầu của loài động vật này cho thấy nó sống trên mặt đất, tuy nhiên hầu hết các nhà cổ sinh vật học hiên nay đều đồng ý nó là một động vật thủy sinh hoàn toàn. Chi Eusthenopteron được biết đến từ một số loài sống vào kỷ Devon muộn, khoảng 385 triệu năm trước. Eusthenopteron đã được mô tả đầu tiên bởi J.F. Whiteaves vào năm 1881, như một phần của một bộ sưu tập lớn các loài cá từ Miguasha, Quebec.